# Contopus ochraceus
Piuí-ocre (Contopus ochraceus) é uma espécie de ave da família Tyrannidae.
Pode ser encontrada nos seguintes países: Costa Rica, México e Panamá.
Os seus habitats naturais são: regiões subtropicais ou tropicais húmidas de alta altitude.